# Gennaro De Dominicis
Gennaro De Dominicis (* 2. August 1919 in Neapel; † 15. Dezember 1962 ebenda) war ein italienischer Filmregisseur und Drehbuchautor.
De Dominicis inszenierte und schrieb 1957 den Kinderfilm Le avventure di Robi e Buck, dem nur bescheidener Erfolg vergönnt war.